# Sophia Lynn
Sophia Lynn (Sarasota, Florida; 30 de julio de 1984) es una actriz pornográfica estadounidense retirada.

## Biografía
Rain nació en julio de 1984 en la ciudad de Sarasota, en el condado del mismo nombre del estado de Florida, con el nombre de Crystal Bartolome. Entró en la industria pornográfica en 2006, con 22 años de edad.
Ha trabajado para estudios como Hustler, Bang Bros, Zero Tolerance, Adam & Eve, New Sensations o Lethal Hardcore.
Su debut como actriz, así como su primera escena de sexo con un chico, fue en SoCal Coeds 4.
Algunas películas de su filmografía son Barely Legal 77, Good Girl Bad Girl, Muff Bumpers 2, One on One 6, Only Handjobs 6, Pantyhose Whores 2, Sophia, The Temp o Teen Sex Project 34.
Se retiró en 2012, con un total de 79 películas.